# (58215) von Klitzing
(58215) von Klitzing (1992 SY1) – planetoida z grupy pasa głównego asteroid okrążająca Słońce w ciągu 4,15 lat w średniej odległości 2,58 j.a. Odkryta 21 września 1992 roku.